# Gerda Taro
Gerta Pohorylle sau Gerda Taro (n. 1 august 1910, Stuttgart, Imperiul German – d. 26 iulie 1937, El Escorial⁠(d), Spania) a fost o fotografă de război⁠(d) germană activă în timpul Războiului Civil Spaniol. Ea este considerată prima femeie fotojurnalist⁠(d) care a murit în prima linie⁠(d).
Taro a fost tovarășa și colega de muncă al fotografului Robert Capa, care și el era evreu. Numele „Robert Capa” a fost un alias pe care Taro și Capa (născut Endre Friedmann) îl foloseau, pentru a evita intoleranța⁠(d) politică tot mai mare din Europa și pentru a fi în atenția pieței americane. Astfel o parte semnificativă a operei etichetată ca lucrare timpurie a lui Robert Capa a fost de fapt creată de Taro.

## Tinerețe
Gerta Pohorylle s-a născut la 1 august 1910 la Stuttgart, Germania, părinții Gisela Boral și Heinrich Pohorylle erau evrei din clasa de mijloc care emigraseră recent din Galiția de Est. A studiat la Queen Charlotte High School, și mai târziu a urmat un colegiu de afaceri.
În 1929, familia s-a mutat la Leipzig, chiar înainte de ascensiunea Germaniei naziste. Taro s-a opus Partidului Nazist și a devenit interesată de politica de stânga. În 1933, în urma venirii la putere a partidului nazist a fost arestată și reținută pentru propagandă împotriva național-socialiștilor. În cele din urmă, familia Pohorylle a părăsit Germania. Taro, în vârstă de 23 de ani, s-a îndreptat spre Paris, în timp ce părinții ei au încercat să ajungă în Palestina. Frații ei au plecat în Anglia. Nu-și va mai vedea familia niciodată.

## Carieră
Cariera lui Taro a fost scurtă, dar cu mare impact asupra fotojurnalismului de război. Hanno Hardt a descris munca cu Robert Capa în Războiul Civil Spaniol în acest fel: „Taro și Capa au ajutat la inventarea unui nou gen în fotografia de război, alimentând în același timp imaginația a spectatorului, oferind o perspectivă nouă a vieții în zona de conflict”.

### Stabilirea aliasului Robert Capa
Când Gerta Pohorylle s-a mutat la Paris în 1934 pentru a scăpa de politica antisemită a Germaniei lui Hitler, ea l-a cunoscut pe Endre Friedmann, fotoreporter, evreu maghiar de la care a învățat fotografia și căruia i-a devenit asistent personal. În octombrie 1935, Gerta Pohorylle a început să lucreze la firma Alliance Photo a Mariei Eisner ca editor de imagini.. A învățat să facă fotografii ca singură modalitate de a-și legaliza statutul în Franța. Prima ei acreditare din 4 februarie 1936, eliberată de agenția ABC Press-Service din Amsterdam i-a autorizat statutul de rezident în Franța și i-a permis să lucreze ca fotojurnalist. La acea vreme autoritățile franceze acordau rezidența fără restricții fotojurnaliștilor.
Apoi, ea și Friedmann au conceput un plan în care Friedmann a pretins că este agentul fotografului american Robert Capa, un nume inventat de ei care le asigura anonimatul în intoleranța politică din Europa. Capa era porecla de stradă, din Budapesta, lui Friedmann „Cápa”, înseamnă „rechin” în maghiară. Gerta a prezentat fotografii ale fictivului Capa la Alliance în speranța unor redevențe mai mari, dar Eisner i-a recunoscut imaginile și i-a oferit un avans lunar mai mic de 1.100 de franci în schimbul a trei misiuni pe săptămână. Ambii au făcut fotografii de știri și le-au vândut ca opera fotografului american Robert Capa;
Friedmann a păstrat numele „Capa” pentru el, în timp ce Gerta Pohorylle a adoptat numele profesional de „Gerda Taro” după artistul japonez Tarō Okamoto și actrița suedeză Greta Garbo. Cei doi au lucrat împreună în timpul anilor 1930 în Franța.

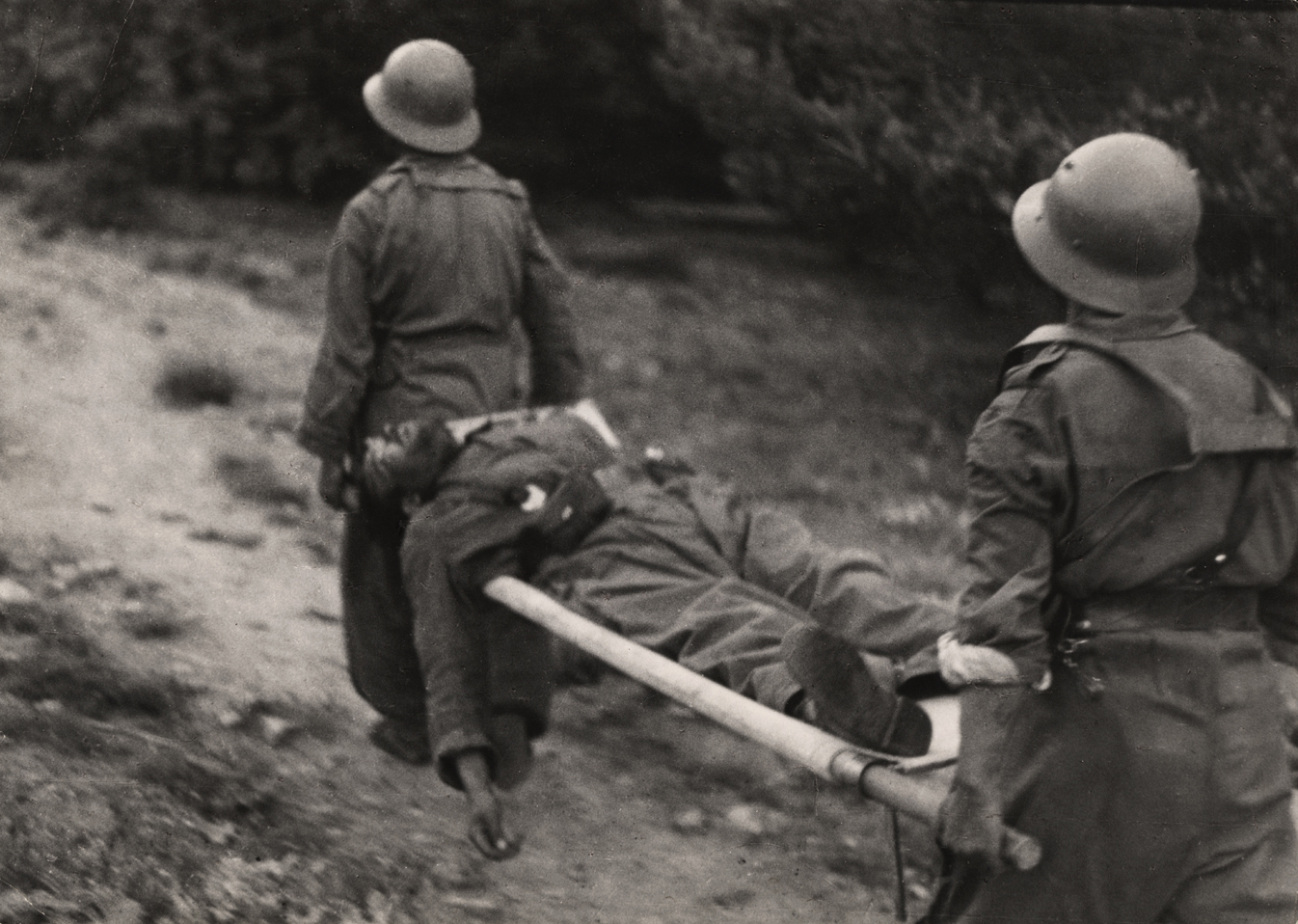
O fotografie din 1937 de către Taro a soldaților republicani de la Pasul Navacerrada din Spania

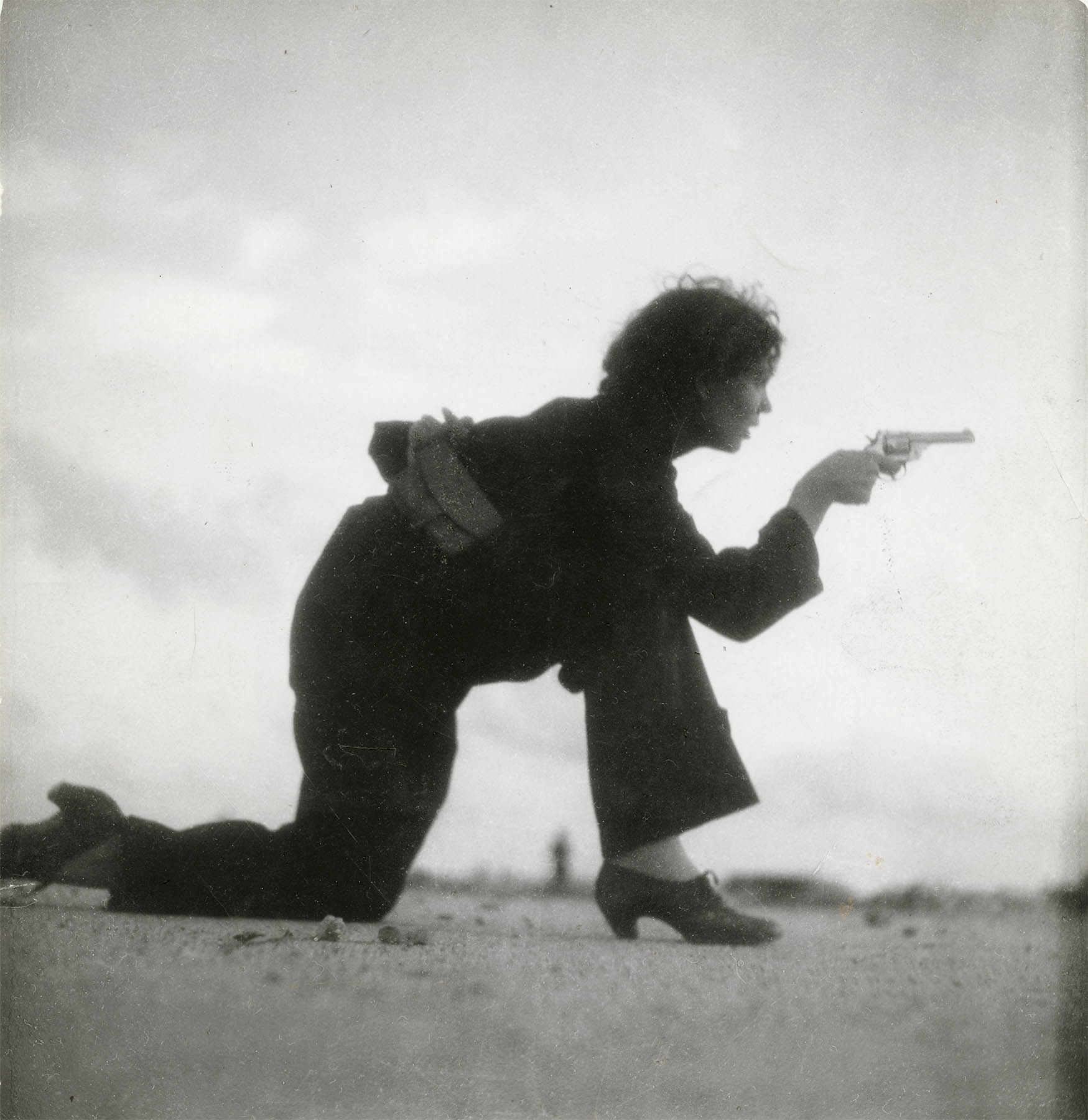
Femeie antrenată pentru o miliție republicană de Gerda Taro (1936)

### Războiul Civil Spaniol
Când a izbucnit Războiul Civil Spaniol în 1936, Taro se mută la Barcelona, Spania, cu Capa și David „Chim” Seymour pentru a fi în mijlocul evenimentelor, aici primește porecla de La pequeña rubia („Micuța blondă”). 
Fotografii au acoperit frontul din nord-estul Aragonului și din sudul provinciei Córdoba. Au trimis imaginile de pe front sub pseudonimul „Robert Capa” și au publicat în ziarul elvețian Zürcher Illustrierte, francezul Vu și în multe alte ziare. Fotografiile lor timpurii de război se disting datorită aparaturii folosite, Taro folosea o cameră Rollei care reda fotografii în format pătrat, în timp ce Capa producea imagini dreptunghiulare folosind o cameră Contax sau o cameră Leica. În 1937, amândoi fac fotografii de 35 mm sub eticheta Capa&Taro.
Taro dorind să fie independentă a refuzat cererea în căsătorie a lui Capa și a început să activeze în cercul de europeni intelectuali antifasciști (unde erau și Ernest Hemingway și George Orwell) care au susținut Republica Spaniolă. Ce soir, un ziar comunist din Franța, publica doar lucrările lui Taro. Apoi, ea a început să-și vândă fotografiile sub semnătura Photo Taro, iar Cu respect, Life, Illustrated London News și Volks-Illustrierte (ediția din exil a Arbeiter-Illustrierte-Zeitung ) sunt câteva din publicațiile care au folosit opera ei.
A fost singurul fotoreporter care a raportat bombardamentul de la Valencia,aici Taro a obținut fotografiile care au făcut-o celebră. În iulie 1937, fotografiile lui Taro au fost solicitate de presa internațională când, singură, a acoperit regiunea Brunete de lângă Madrid pentru Ce Soir. Propaganda naționalistă susținea că regiunea era sub controlul lor, iar fotografiile lui Taro erau singura mărturie a situației reale.

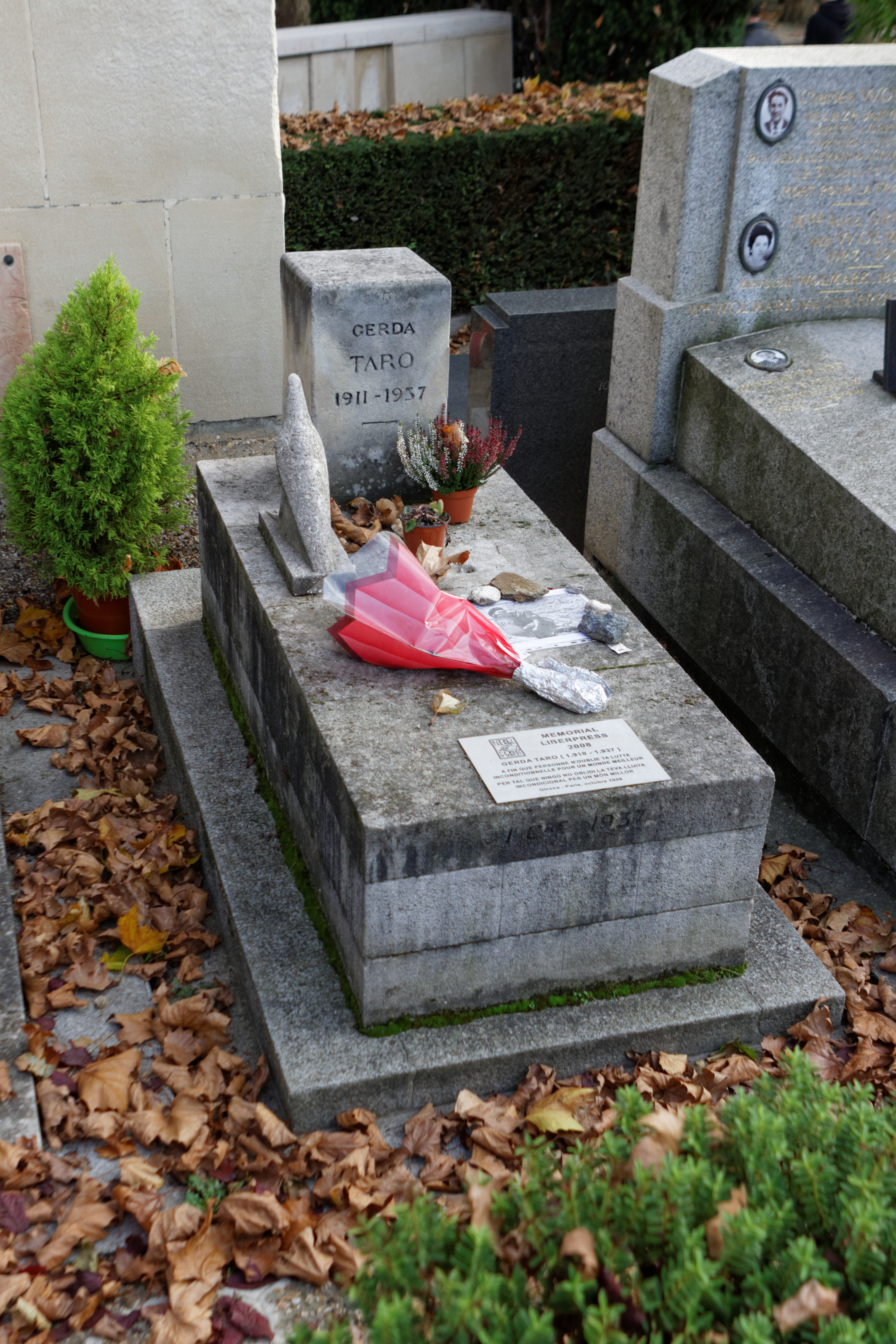
Mormântul lui Taro la Cimitirul Père Lachaise. Proiectat de Alberto Giacometti, prezintă șoimul Horus și epitaful „Așa că nimeni nu va uita lupta ta necondiționată pentru o lume mai bună” (în franceză și catalană)

### Deces
În timpul retragerii armatei republicane în Bătălia de la Brunete⁠(d), Taro a sărit pe bordul mașinii generalului Walter care transporta soldați răniți. Articolul a apărut în Le Soir marți, 27 iulie 1937 și s-a transmis și în Belfast Telegraph :
În timpul luptei de la Brunete duminică, 25 iulie, Taro a adunat un grup de miliție în retragere și i-a convins să rămână și să ocupe o tranșee unde au rezistat bombardamentului timp de o oră. Când au fost forțați să se retragă,Taro a sărit pe bordul unei mașini. Un tanc insurgent a ieșit brusc de pe un drum lateral și s-a ciocnit cu mașina. Taro, grav rănită, a fost transportată de urgență la spitalul din Escorial unde în ciuda îngrijirilor primite a murit. la 26 iulie 1937.
Circumstanțele morții lui Taro au fost puse sub semnul întrebării de jurnalistul britanic Robin Stummer,care scria în New Statesman. Stummer l-a citat pe Willy Brandt, mai târziu cancelar al Germaniei de Vest, prieten al lui Taro în timpul Războiului Civil Spaniol, care susținea că ea a fost victima epurării staliniste a comuniștilor și socialiștilor din Spania. Taro a fost „avertizată de Willy Brandt în vara lui 1937 să nu lucreze în Spania”.
Datorită implicării ei politice, Taro era o militantă antifascistă respectată. La 1 august 1937, când ar fi împlinit 27 de ani, Partidul Comunist Francez i-a făcut o mare înmormântare la Paris, în cimitirul Père Lachaise și a comandat sculptorului Alberto Giacometti un monument special pentru mormântul ei.
La începutul anului 2018 a apărut pe piață o fotografie care pretindea a fi o imagine a lui Taro pe patul ei de moarte în spitalul de război englez. Poza fost făcută publică de fiul medicului maghiar Kiszely, care a tratat-o.

## Confirmări
- În 26 septembrie 2007, Centrul Internațional de Fotografie organizat prima expoziție din SUA cu fotografiile lui Taro.[31]
- În octombrie 2008, orașul Stuttgart a numit o piață din oraș după Taro: Gerda-Taro-Platz.[32] Piața a fost reamenajată în 18 noiembrie 2014, prin includerea a nouă stele metalice, fiecare cu o literă a numelui ei, vizibile de la distanță.[33]
- În vara anului 2016, o expoziție în aer liber cu fotografiile lui Taro din Războiul Civil Spaniol a făcut parte din festivalul de fotografie f/stop de la Leipzig. Când festivalul s-a încheiat, s-a decis ca expoziția, plătită parțial prin crowdfunding, va deveni permanentă. Pe 4 august, expoziția Taro a fost distrusă prin mânjirea ei cu vopsea neagră.Se suspectează că distrugerea este motivată de sentimente antirefugiați sau antisemite[34]
- Romanul În așteptarea lui Robert Capa, de Susana Fortes (2011 – traducere în engleză de Adriana V. López).
- Filmul documentar The Mexican Suitcase (2011) prezintă povestea unei valize cu 4.500 de negative pierdute, de Taro, Capa și David Seymour în timpul Războiului Civil Spaniol.[26] Valiza și negativele sunt expuse la Centrul Internațional de Fotografie din New York City.[35]
- Filmul a inspirat piesa de teatru Shooting With Light, produsă de compania de teatru Idle Motion. Prin sortarea negativelor, multe fotografii atribuite cândva lui Capa s-au dovedit a fi ale lui Taro.[25] Descriind diferența dintre stilurile lor curatorul Kristen Lubben a spus: „Pozele ei au altă expunere, folosind diferite unghiuri ale camerei. Capa era mai mult în mișcare”.[25]
- Cântecul trupei britanice indie rock alt-J „Taro” este despre rolul ei de fotograf de război și despre relația ei cu Capa.[36]
- În 2017, Consiliul Local din Madrid a decis să denumească o stradă din oraș Calle Gerda Taro (Strada Gerda Taro).[37][38]
- La Paris în 2019 o stradă primește numele Rue Gerda Taro⁠(d), în arondismentul 13, prin votul unanim al grupurilor politice ale Consiliului de la Paris.
- În 2018, orașul Leipzig a numit o școală gimnazială după Taro; școala este în apropierea expoziției ei permanente.[39]
- Ea a fost evidențiată pe Doodle-ul Google pe 1 august 2018.[40][41]
- În 2017 a fost subiectul romanului Fata cu Leica al Helenei Janeczek.[42]
- Expoziția din 2022 de la Centrulul Internațional de Fotografie, „Moarte în curs: Reexaminarea imaginilor reprezentative din Războiul Civil Spaniol”, aduce noi semnificații a contribuției Gerdei Taro la albumul foto a lui Robert Capa, „Moarte în devenire”.[43]
- În 2023, a fost subiectul romanului în versuri, One Last Shot, de Kip Wilson.[44]
- Death in the Making: Reexamining the Iconic Spanish Civil War Photobook, 29 septembrie 2022 – 9 ianuarie 2023, Centrul Internațional de Fotografie, New York, NY.[43]